# Скубії
Скубії — колишнє село в Україні, Новосанжарського району (нині Полтавський район) Полтавської області, зараз є частиною села Лахни. 

## Географія
Село Скубії знаходилося на відстані бл. 0,5 км від села Лахни. Поруч проходить автомобільна дорога М22 (E584).

## Історія
За легендою, чи бувальщиною, у XVIII ст. у сусідній хутір Решетили приїхав козак Скубій, який їхав шукати кращої долі з розгромленої Катериною Запорізької Cічі. Зупинившись у одного господаря, він закохався у його доньку, і не бажаючи їхати кудись далі, вирішив заснувати неподалік власне село, викупив землі, поставив хату, потім одружився на дівчині та поселився з нею там.
Село розрослося і на початку ХІХ століття складалося з 70 дворів. Воно пережило Революцію, Голодомор та Другу світову війну, а потім зникло. 
У 1950-60-их роках жителі масово переселилися до Малого Кобелячка та інших сіл. На згадку про село є пам’ятний знак при дорозі, відкритий 20 липня 2013 року.

## Галерея

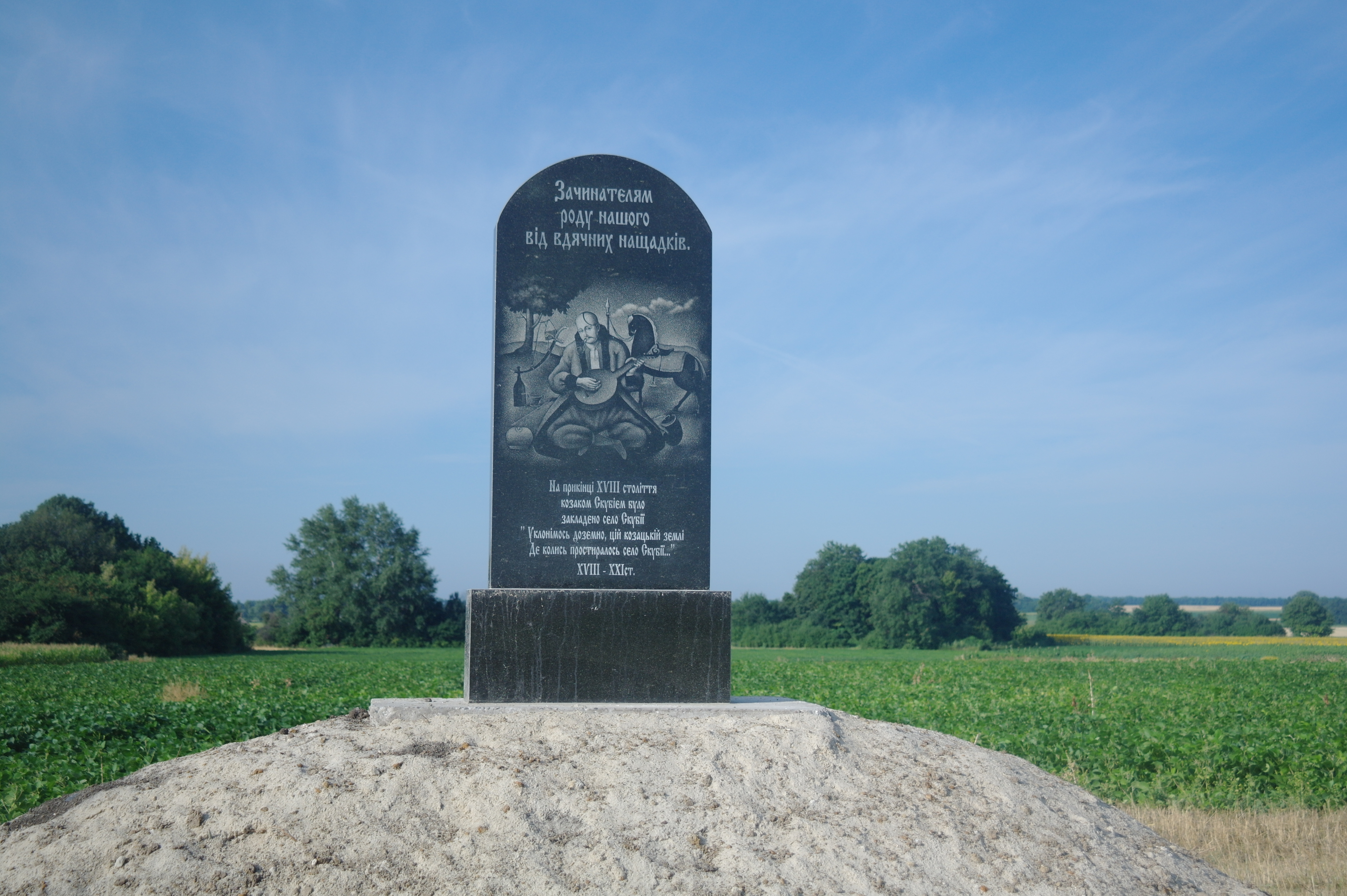
Пам'ятка про село, за 500 м від с. Лахни